# Rue Feutrier
La rue Feutrier est une voie du 18e arrondissement de Paris, en France.

## Situation et accès
La rue Feutrier est une voie publique située dans le 18e arrondissement de Paris. Elle débute au 8, rue André-Del-Sarte et se termine au 10, rue Paul-Albert.

## Origine du nom
Cette voie est nommée d'après le patronyme du propriétaire des terrains sur lesquels elle a été ouverte.

## Historique
La partie située entre les rues André-del-Sarte et Muller est tracée sur le cadastre de la commune de Montmartre dressé en 1825.
Le reste de la rue est ouvert vers 1835 et l'ensemble de la voie est classé dans la voirie parisienne par un décret du 9 juillet 1870.

## Bâtiments remarquables et lieux de mémoire
- No 21 : de 1894 à 1896, Rosa Luxembourg y reçut des rédacteurs du journal social-démocrate, La Cause ouvrière, lors de son exil parisien. Une plaque bilingue sur la façade en rappelle le souvenir.

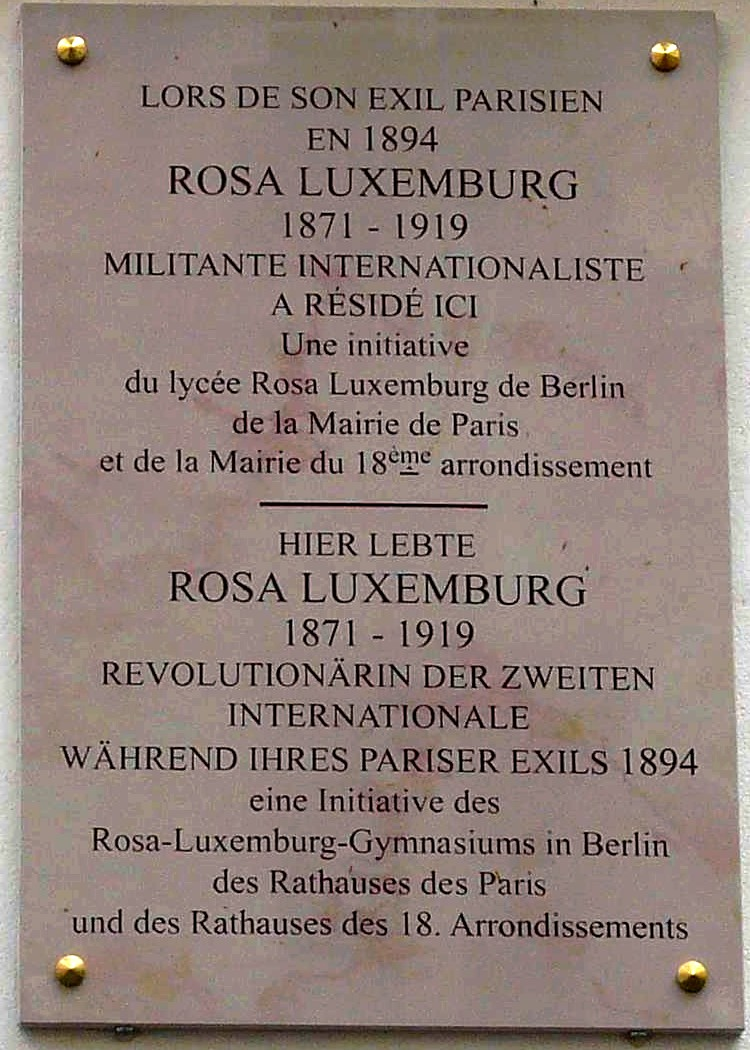
Plaque commémorative en hommage à Rosa Luxemburg.